# Agélaos de Naupacte
Pour les articles homonymes, voir Agélaos.
Agélaos de Naupacte (en grec ancien Ἀγελαος) était un homme important en Étolie lors de la ligue achéenne. Il est d’abord mentionné en 221 av. J.-C., quand il négocia une alliance entre le chef Illyrien Scerdilaidas et les Étoliens. Il fut si persuasif que Philippe V de Macédoine et ses alliés acceptèrent de faire la paix avec les Étoliens (218 av. J.-C.). Il a été promu général de ce dernier l'année suivante, bien que sa conduite pour recommander la paix ait ensuite été blâmée par ses compatriotes versatiles. (Polybe, V, 103-104.)
D'après Polybe (V, 104), Agelaos de Naupacte serait à l'origine de cette tirade concernant la politique des Cités Grecques de son époque et le danger extérieur pouvant surgir de l'Occident :

« Il dit donc qu'il serait à souhaiter que les Grecs n'eussent jamais de faire la guerre les uns contre les autres ; que ce serait un grand bienfait des dieux [...] ; qu'il n'y avait, pour sentir la nécessité de cette union, qu'à jeter les yeux sur les armées formidables qui étaient sur pied, et sur l'importance de la guerre qui se faisait actuellement ; qu'il était évident à quiconque se connaissait médiocrement en politique, que jamais les vainqueurs, soit Carthaginois, soit Romains, ne se borneraient à l'empire de l'Italie et de la Sicile, mais qu'ils pousseraient leurs projets au-delà des justes bornes »